# Riedbergtunnel (Deutschland)
Der Riedbergtunnel ist ein 810 Meter langer Straßentunnel der Bundesstraße 11. Er ist der zentrale Teil der Ortsumgehung von Regen sowie der einzige Straßentunnel im Landkreis Regen.

## Beschreibung
Der Tunnel unterquert die Staatsstraße 2135 (Rinchnacher Straße), mehrere Gemeindestraßen, ein Wohngebiet sowie den Riedberg, nach dem er benannt wurde.
Im einröhrigen Tunnel sind zwei jeweils 3,75 Meter breite Fahrstreifen und beidseits 1,00 Meter breite Notgehwege. Die Lichtraumhöhe beträgt 4,50 Meter. Die Tunnellüftung ist als Längslüftung mit Strahlventilatoren ausgeführt. Etwa in Tunnelmitte ist beidseitig ein 40 Meter lange Nothaltebucht mit Feuerlöschnische und einem Rettungsstollen als Fluchtweg. Etwa alle 135 Meter sind Notrufnischen.

## Geschichte
Der starke Durchgangsverkehr der Bundesstraße 11 führte bei der Ortsdurchfahrt durch Regen zu häufigen Stauungen in der Bahnhofstraße. 1994 wurde der symbolische Spatenstich für den Bau der Ortsumgehung begangen.
Die Ortsumgehung mit dem Riedbergtunnel als zentralen Teil wurde von 1995 bis 1999 erbaut. Der westliche 380 Meter lange Tunnelabschnitt mit geringer Überdeckung wurde dabei in halboffener Bauweise in Hanglehm und im Übergangsbereich zum Granit errichtet. Der östliche 430 Meter lange Teil des Tunnels wurde im leicht bis mäßig verwitterten Granit unter einer Überdeckung von bis zu 50 Metern in bergmännischer Bauweise vorgetrieben. Der Ausbruchsquerschnitt lag bei 69,15 m². Beim Bau der Ortsumgehung wurden unter anderem 380 000 Kubikmeter Boden bewegt, 60 000 Kubikmeter Gestein abgetragen und drei Brücken sowie Lärmschutzwände, Stützmauern errichtet. Im Juni 2000 wurde der Riedbergtunnel zusammen mit der Verlagerung der Bundesstraße 11 für den Verkehr freigegeben.
2014 wurde ein Rettungsstollen gebaut. Vom 10. November 2014 bis zum 4. Mai 2015 war der Tunnel gänzlich gesperrt, da er in dieser Zeit auf den aktuellen Sicherheitsstandard aufgerüstet wurde. Eine weitere Vollsperrung erfolgte vom 12. Juni bis 14. August 2015 aufgrund von Sicherheitsproblemen mit dem neu errichteten Rettungsstollen. Der Verkehr wurde während beider Sperrungen durch die Stadt Regen umgeleitet. Zeitübergreifend waren bis November 2015 die Einhausungen/Tunnel der B 11 im Bereich Deggendorf ebenfalls wegen Aufrüstungsarbeiten zur Erhöhung des Sicherheitsstandards gesperrt.